# John Lynch (Politiker, 1843)

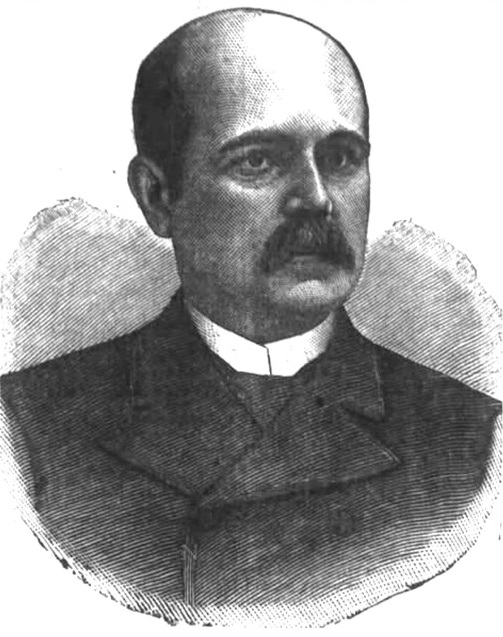
John Lynch, 1888

John Lynch (* 1. November 1843 in Providence, Rhode Island; † 17. August 1910 in Atlantic City, New Jersey) war ein US-amerikanischer Politiker. Zwischen 1887 und 1889 vertrat er den Bundesstaat Pennsylvania im US-Repräsentantenhaus.

## Werdegang
Im Jahr 1856 kam John Lynch mit seinen Eltern nach Wilkes-Barre in Pennsylvania, wo er die öffentlichen Schulen besuchte. Außerdem absolvierte er das Wyoming Seminary in Kingston. Er arbeitete zunächst auf einer Farm und in den Kohlebergwerken der Region. Zeitweise unterrichtete er auch als Lehrer. Nach einem Jurastudium und seiner 1868 erfolgten Zulassung als Rechtsanwalt begann er in Wilkes-Barre in diesem Beruf zu praktizieren. Politisch war er Mitglied der Demokratischen Partei.
Bei den Kongresswahlen des Jahres 1886 wurde Lynch im zwölften Wahlbezirk von Pennsylvania in das US-Repräsentantenhaus in Washington, D.C. gewählt, wo er am 4. März 1887 die Nachfolge des Republikaners Joseph A. Scranton antrat. Da er im Jahr 1888 nicht bestätigt wurde, konnte er bis zum 3. März 1889 nur eine Legislaturperiode im Kongress absolvieren. Nach seiner Zeit im US-Repräsentantenhaus arbeitete Lynch zunächst wieder als Anwalt; zwischen 1892 und 1910 war er Berufungsrichter. Er starb am 17. August 1910 in Atlantic City und wurde in Wilkes-Barre beigesetzt.